# Welcome to Fabulous Las Vegas

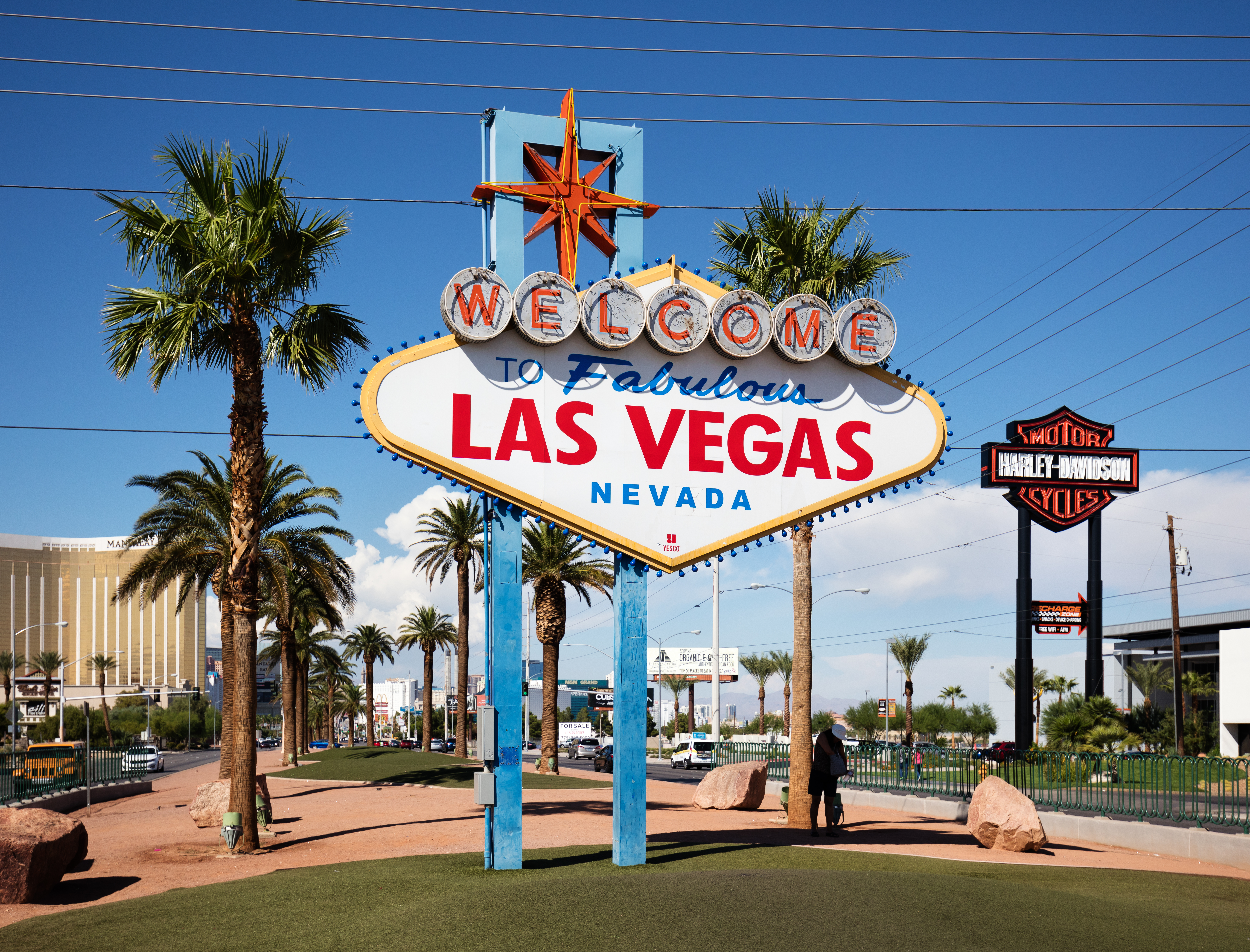
„Welcome to Fabulous Las Vegas“ am Las Vegas Boulevard

Welcome to Fabulous Las Vegas („Willkommen im sagenhaften Las Vegas“) ist ein von Leuchtröhren beleuchtetes Schild im Googie-Stil auf dem Mittelstreifen des Las Vegas Boulevard, das seit 1959 Besucher von Las Vegas begrüßt. Das Originalschild steht etwa 500 m südlich der Ausfahrt von der Interstate 15 an der West Russel Road, südlich des Mandalay Bay Resort auf Höhe des Flughafens.
Das von Betty Willis (1923–2015) im Auftrag des Clark County entworfene Schild wurde 1959 von dem Unternehmen Western Neon aufgestellt und gehört heute der Young Electric Sign Company. Es steht auf Land, für das seit 2005 das Clark County das Wegerecht besitzt. Der Interstate-Highway wurde erst in den 1970er Jahren fertiggestellt, zuvor führte der Verkehr von Los Angeles über den früheren U.S. Highway 91 an diesem Schild vorbei in die Stadt hinein. Es ist eines der wenigen Neonschilder in der schnelllebigen Stadt Las Vegas, die so lange Zeit stehengeblieben sind. Es steht allerdings nicht innerhalb von Las Vegas, sondern etwa 6,5 Kilometer außerhalb der südlichen Stadtgrenze in Paradise.
Als das Schild 1959 aufgestellt wurde, stellte das einstöckige Kasinohotel Hacienda die nächste Bebauung dar. Seitdem hat sich die Straße wesentlich verändert, heute steht dort das mehrstöckige Mandalay Bay Resort and Casino. Das Motiv des Schildes wird in der Stadt in verschiedenen Varianten als Souvenir verkauft und ist bei Touristen sehr beliebt.

## Beschreibung
Die Tafel mit der Aufschrift „Welcome to Fabulous Las Vegas“ ist an zwei quadratischen, 279 Millimeter (11 Zoll) starken Säulen montiert, die 980 Millimeter (40 Zoll) voneinander entfernt stehen und am oberen Ende miteinander durch eine Querstrebe verbunden sind. Die Konstruktion ist blau gestrichen. Beide Säulen ragen über den oberen Rand des Schildes heraus. Das Schild hat die Form einer in die Breite gezogenen Raute. Die Spitzen oben und unten sind eckig, die seitlichen Spitzen hingegen sind abgerundet. Das Schild hat eine Vorder- und Rückwand aus weißem, durchscheinenden Plastikmaterial, im Inneren ist die Beleuchtung untergebracht. Die seitliche Fläche zwischen Vorderwand und Rückwand ist mit Glühlampen besetzt, die der Reihe nach aufleuchten.
Über dem Schild sitzt unterhalb der Querstrebe ein rotgestrichener, achteckiger Stern aus Metall, an dessen Rändern gelbe Leuchtröhren verlaufen. Die vier längeren Spitzen ragen jedoch über die Umrisse der Konstruktion hinaus und laufen um den Rahmen herum.
Im oberen Teil des Schildes symbolisieren sieben weiße Leuchtröhrenringe Silberdollarstücke. In jedem davon befindet sich ein Buchstabe in roter Farbe, der auch durch Neonröhren in derselben Farbe dargestellt wird. Zusammen ergeben sie das Wort „Welcome“. Darunter steht in kursiver, blauer Schrift „to Fabulous“ und in der nächsten Zeile wieder in Rot „Las Vegas“. Der Name des Bundesstaates folgt darunter in Großbuchstaben in einer viel kleineren Schriftgröße in blauer Farbe.
Auf der Rückseite des Schildes befindet sich ein anderer Text. In roten Großbuchstaben über zwei Zeilen mahnt „Drive Carefully“ die aus der Stadt herausfahrenden Autofahrer zur Vorsicht, in der dritten und vierten Zeile steht in blauer Farbe die Aufforderung, bald wiederzukommen: „Come Back Soon“.

## Geschichte

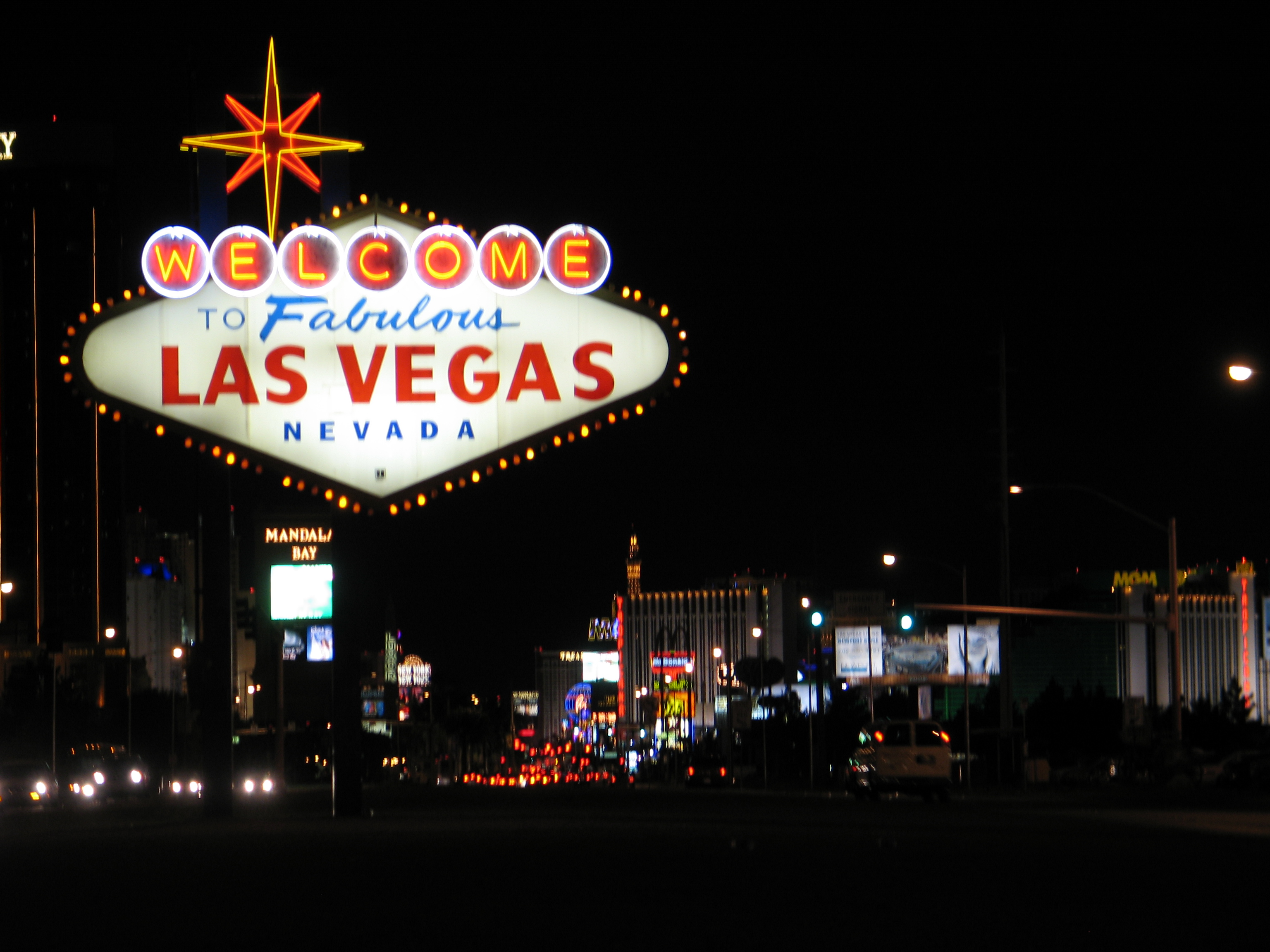
Das Schild bei Nacht mit Neon-Beleuchtung

Las Vegas war 1905 nur ein Eisenbahnknotenpunkt, der nach einem Eisenbahnerstreik Mitte der 1920er Jahre seine Bedeutung verlor. Der Bau des Hoover-Dammes am Colorado River führte zu einem Wachstum der Stadt. Im Zusammenhang mit der Weltwirtschaftskrise suchten die Stadtoberen jedoch nach einer dauerhaften Quelle zur wirtschaftlichen Entwicklung. Nevada liberalisierte 1931 die Gesetze, mit denen das Glücksspiel reguliert wurde. Im selben Jahr wurde die Wartezeit im Scheidungsverfahren auf sechs Wochen verkürzt, wodurch die Stadt weiteren Zuspruch erhielt. Die Aufhebung des Volstead Act, mit dem die Prohibition in den Vereinigten Staaten 1933 endete, tat ein Übriges.
Das vereinfachte Scheidungsverfahren entwickelte sich in Las Vegas nur zögerlich zum Magneten für Gäste, Reno war hier schneller am Zug. Erst durch die Scheidung von Ria und Clark Gable im Jahr 1939 wurde Las Vegas im Bewusstsein der Öffentlichkeit zum Ort, in dem man sich notfalls nach einer schnellen Scheidung am Vormittag schon nachmittags neu verheiraten konnte. Bilder von Ria Gable im Spielkasino, am Lake Mead und im Schnee am Mount Charleston wurden in der landesweiten Presse gedruckt – Gable hatte bereitwillig mit der Chamber of Commerce kooperiert. Die Einführung einer dreitägigen Wartezeit in Kalifornien, um Hochzeiten im Alkoholrausch zu verhindern sowie von verbindlichen Bluttests machten das Heiraten in Las Vegas noch attraktiver.
Der Zweite Weltkrieg bedeutete für die Tourismusindustrie in Las Vegas einen Rückschlag, doch unmittelbar nach Kriegsende setzte sich das Wachstum fort. Die Young Electric Sign Company (YESCO) eröffnete 1946 eine Produktionsniederlassung und dominierte den Markt der Neonleuchtreklamen.
Ende der 1940er Jahre begann der Strip zum alten Zentrum, der Fremont Street, in Konkurrenz zu treten. Im Jahr 1946 wurde das Flamingo Hotel and Casino eröffnet, in den 1950er Jahren entstanden dort Desert Inn, Silver Slipper, Sahara, Sands und The Dunes. Viele der Touristen in Las Vegas kamen aus Kalifornien und reisten über den U.S. Highway 91 an, weswegen an dieser Einfallroute zahlreiche Unterhaltungseinrichtungen entstanden. Diese sollten die Touristen abfangen, bevor sie überhaupt das Stadtzentrum erreichten.
Das Schild mit der Aufschrift „Welcome to Fabulous Las Vegas“ ist ein Ergebnis der gemeinschaftlichen Öffentlichkeitsarbeit von Stadtverwaltung, Kasinos und Hotels. Schilder, mit denen die Autofahrer willkommen geheißen wurden, wurden nach dem Zweiten Weltkrieg in vielen Städten der Vereinigten Staaten aufgestellt, und Las Vegas wollte keine Ausnahme darstellen. Es war allerdings selbstverständlich, dass Las Vegas keine einfache Holztafel aufstellen würde. Das Schild an der Einfallstraße aus Kalifornien musste so auffallend wie nur irgendwie möglich sein.
Die Verwaltung des Clark Countys beschloss im Mai 1959 die Aufstellung des Schildes auf dem Mittelstreifen des damaligen U.S. Highway 91, ohne darauf Rücksicht zu nehmen, dass das Wegerecht damals beim Staat Nevada lag. Für das Schild wurden 4000 US-Dollar (Kaufkraft 1959; inflationsbereinigt 37.000 US-Dollar) bereitgestellt.
„Welcome to Fabulous Las Vegas“ wurde 1959 von Betty Whitehead Willis entworfen, die auch die Schilder für das Blue Angel Motel und das Moulin Rouge Hotel and Casino gestaltet hat. Letzteres war 1955 das erste desegregierte Kasino in Las Vegas und ist ebenfalls im National Register of Historic Places eingetragen. Willis war durch die Ästhetik Südkaliforniens beeinflusst. „Ich fügte einen Disney-Stern für’s Glücklichsein dazu“, stellte sie später fest.
Es heißt zwar, dass der Standort des Schildes im Laufe der Jahre mehrfach verlegt wurde, dagegen sprechen jedoch die Aufzeichnungen der Clark County Commission, mit denen die Aufstellung des Schildes direkt nördlich des alten McCarran Airport genehmigt wurde – wo sich das Schild auch heute befindet.
Einige Behördenvertreter und Hotelbesitzer schlugen 1993 vor, das 1959 entstandene Schild niederzureißen und zu ersetzen. Sie hielten es für veraltet. Der öffentliche Aufschrei rettete das Schild, das danach renoviert und auf den aktuellen Stand der Technik gebracht wurde. Im Oktober 1999 war das Schild für etwa einen Monat dunkel, da der neue Besitzer von YESCO nicht länger für die Stromkosten aufkommen wollte.
Kurz nach dem Massenmord in Las Vegas 2017 wurde das Schild spontan zum Mahnmal erweitert. Unter dem Schild wurden Blumen, Kerzen und Nachrichten für die Opfer und die Helfer abgelegt. Ein Schreiner aus Illinois stellte in unmittelbarer Nähe 60 weiße Holzkreuze auf, 58 davon mit den Namen und Bildern der Todesopfer.

## Entwicklung der Neonreklamen in der Stadt
Im April 1929 nahm die Las Vegas Neon Electric Sign Company den Betrieb auf und schon bald folgten andere Unternehmen, die Anteil am Markt für Neonreklamen in Las Vegas erreichen wollten. Die Young Electric Sign Company (YESCO) mit Sitz in Salt Lake City eröffnet 1932 ein Büro in der Stadt.
Im Mai 1933 wurde am Boulder Club eine Neonreklame installiert, die einen Krug mit schäumendem Bier darstellt, im August desselben Jahres errichtete der Big Four Club eine Neonreklame, die auf einer Seite das Einschenken eines Bieres abbildete und auf der anderen Seite in einen Geldbeutel fallende Münzen. Im Oktober 1936 ließ der Boulder Club eine neue, größere Leuchtreklame installieren und wiederum 1945 eine noch größere. In den 1940er Jahren hatte der Wettlauf um die größte und auffälligste Neonleuchtreklame in Las Vegas begonnen.
Über der Straße am Pioneer Club wurde eine Neonreklame errichtet, die den Kopf des Cowboys Vegas Vic darstellt, des Maskottchens der "Chamber of Commerce", zwischen dessen Händen  eine Zigarette qualmte. Über der Inschrift „Here is it! The famous Pioneer Club“ blinkte ein Pfeil, der auf den Clubeingang deutete. 1951 entstand an der Seite des Gebäudes ein noch größeres Abbild der Figur in voller Größe; sie maß vom Fuß bis zur Spitze des Hutes 20 Meter, ein Arm winkte.
1953 entstand eine rund 15 Meter hohe Leuchtreklame am Flamingo, 1958 die Neonreklame des Stardust; 1968 wurde sie um die Neonbeleuchtung am Vordach des Hotels ergänzt und wurde zur Dominante am Strip. In den 1960er und 1970er Jahren entstanden weitere: etwa die rosa- und orangefarbenen Federn am Flamingo, der riesige Sultan am "The Dunes" und die römischen Säulen und Zenturionen von Caesars Palace. Die vielen Neonröhren am Golden Nugget und Horseshoe machten die Fremont Straße nachts so hell wie am Tag. Zu Beginn des 21. Jahrhunderts werden Neonreklamen mehr und mehr von riesigen Anzeigetafeln und Videobildschirmen verdrängt.
Zwar ist das Motiv des Schildes als Warenzeichen angemeldet, es besteht jedoch kein Copyright. Es gibt im Internet zahlreiche Angebote mit dem Motiv auf gerahmten Bildern, Tassen, T-Shirts und anderen Gegenständen. YESCO als Warenzeicheninhaber geht nicht gegen die Verwendung des Motivs vor, sofern es dem Image keinen Schaden zufügt.
Zur Einhundertjahrfeier der Stadt errichtete die Stadtverwaltung ein Schild mit der Aufschrift „Welcome to Fabulous Downtown Las Vegas“ (deutsch. Willkommen in der sagenhaften Innenstadt von Las Vegas) kurz hinter der eigentlichen Stadtgrenze am Las Vegas Boulevard.
Das County hat auf dem Mittelstreifen unweit des Schildes einen Parkplatz für einige Fahrzeuge anlegen lassen, ebenso zwei Plätze für haltende Touristenbusse, da das Schild ein beliebtes Fotomotiv ist. Bis zur Fertigstellung dieses Parkplatzes im Januar 2009 parkten die Fahrzeuge entweder auf der Wendespur oder am rechten Straßenrand, sodass Fototouristen die dreispurige Fahrbahn überqueren mussten.

## Bedeutung
Das Schild mit der Inschrift „Welcome to Fabulous Las Vegas“ ist bedeutend, da es symbolisch für die Unterhaltungsindustrie nach dem Zweiten Weltkrieg steht. Las Vegas wuchs in den 1950er Jahren explosionsartig und das Schild spiegelt den Optimismus jener Generation der Besitzer von Spielkasinos und der Stadtoberen wider, der in jener Periode des Wachstums der Hotelkasinos herrschte.
Das Schild verkörpert Las Vegas als wichtiges Zentrum des Glücksspieltourismus und steht für die Zeit, in der The Rat Pack, also Frank Sinatra, Sammy Davis jr., Dean Martin und andere den Las Vegas Strip weltberühmt machten. Es wurde seitdem buchstäblich nicht verändert, ganz im Gegensatz zum Strip und den Gebäuden aus jener Zeit, von denen viele abgerissen wurden, um größeren Bauten Platz zu machen. Es stellt somit eine Konstante in der schnelllebigen Stadt dar.
Das Schild ist auch bedeutend als herausragendes Beispiel der Exaggerate Modern/Googie Architecture der 1940er bis 1960er Jahre. Es hat deswegen auch historischen Wert, weil diese Architektur im Südwesten der Vereinigten Staaten mehr und mehr verschwindet.